# Рендкомб-коледж
Rendcomb College — державна школа (англійська приватна школа-пансіон та денна школа) для учнів віком від 3 до 18 років, розташована в селі Рендкомб за п'ять миль на північ від міста Сіренчестер у графстві Глостершир, Англія.
Коледж Рендкомб був заснований у 1920 році Фредеріком Ноелем Гамільтоном Вілсом (Noel Wills). Протягом майже століття коледж перебуває під керівництвом сім'ї Віллс, а також під дворівневим управлінням Опікунської ради та Керівного органу.

## Історія
У 1918 році Ноель Віллс купив Рендкомб Парк з метою створення «Перехідної школи», яка б надавала безкоштовну освіту близько сорока хлопчикам з початкових шкіл Глостерширу та готувала їх до вступу в державну школу. Він передбачав, що, надавши їм "найкращу можливу освіту, деякі з них зможуть отримати стипендію для вступу в державні школи і, можливо, деякі з них, зрештою, до університету. Це початкове бачення було широким і щедрим, воно передбачало доплати з фонду для субсидування стипендій і залишення стипендій для тих, хто не зміг вступити до державних шкіл, для «допомоги в освоєнні професій і ремесел».
2 червня 1920 року коледж Рендкомб відкрився з дванадцятьма хлопчиками, Джеймсом Гербертом Сімпсоном (колишнім директором школи регбі) на чолі як директором і Ноелем Вілсом як головою ради директорів. Ці двоє чоловіків формували шлях школи протягом трохи більше семи років, і їхні стосунки були засновані на взаємній повазі та прихильності.

## Будівлі та територія
Парк Рендкомб був заснований у 1544 році і до 1676 року займав 250 акрів. У 1086 році двома маєтками в Рендкомбі володів Гілберт, син Турольда. П'ять шкур раніше належали Алуріку і три — Волтеру, його зятю. Наприкінці 12 століття ці маєтки перейшли до графів Глостерів, а згодом були здані в суборенду родині де Ла Маре. У 1255 році граф Річард де Клер зарезервував для себе дві орні землі, які стали маєтком Рендкомб. З 1387 до 1503 року маєток належав Томасу і Роберту де Ла Маре та їхнім нащадкам. У 1503 році маєток отримав Едмунд Тейм з Фейрфорда, а в 1547 році, в результаті шлюбу, він перейшов до Стаффордів. Річард Берклі зі Сток-Гіффорда отримав його в 1564 році. Гізи придбали його в 1635 році, але Берклі продовжував жити в ньому до 1661 року. У період, коли родина Берклі володіла маєтком, у 1592 році його відвідала Єлизавета І. Сер Томас Ро жив у Рендкомбі під час володіння маєтком його матір'ю, дамою Елеонорою Берклі (1608 рік). Як правило, сім'я Берклі була лише гостями. Де Ла Маре і Тамес жили в маєтку. Гізи побудували там новий будинок.
Первісні будівлі коледжу складаються з великого особняка, побудованого в 1865 році сером Френсісом Голдсмідом з родини Голдсмідів (імовірно, д'Авігдор-Голдсмід) за проектом відомого архітектора Філіпа Хардвіка; конюшенного корпусу (який зараз є центром викладання природничих наук, математики, мов, ІКТ та географії в коледжі) і Старого пасторського корпусу.
У 1968 році до головної будівлі було прибудовано нове крило для розміщення класів шостої школи, яка згодом, у 2000 році, перетворилася на молодшу частину школи для учнів віком від 3 до 11 років. У вересні 1966 року Старий пасторський корпус був відкритий як пансіон для молодших хлопчиків, після значних змін і доповнень, і служить цій меті і сьогодні. У вересні 1967 року було відкрито новий мистецький блок. Тепер він містить студію дизайну, мистецькі кімнати, фотографічну кімнату, ремісничу майстерню та піч, кабінети музики, кілька практичних кабінетів, а також кабінет музичних технологій. У 1973 році до школи було додано спеціально збудований Будинок шостого класу, щоб полегшити вступ дівчаток до шостого класу в Рендкомбі, що на той час було інноваційним кроком для школи-інтернату для хлопчиків. У 1982 році принц і принцеса Майкл Кентські офіційно відкрили Далвертон-Холл, зал для проведення зборів, концертів і вистав на знак визнання численних благодійних внесків лорда Далвертона і його Фонду. Годмен-хаус, названий на честь полковника Джона Годмена, який був головою правління Рендкомбу протягом 35 років, був відкритий роком пізніше і зараз є пансіонатом для дівчат молодшого віку. Будинки «Галявина» і «Стайня» були офіційно відкриті герцогом Глостером у грудні 1989 року, і зараз у цих будинках проживають хлопчики і дівчатка середнього і старшого віку відповідно. Опікуни передали коледжу у користування будинок у селі — номер 20 — для студентів останнього року навчання, які живуть разом у невеликих групах протягом тижня, керуючи бюджетом, харчуванням (і пранням!), готуючись до університетського життя. Коледж продовжує підтримувати і розвивати свою територію; всі пансіонати були відремонтовані протягом останніх трьох років. У жовтні 2014 року Рендкомб коледж отримав дозвіл на будівництво багатоцільового Центру виконавських мистецтв від районної ради Котсуолду.
У 2015 році за всепогодним спортивним покриттям були відкриті нові тенісні корти, щоб звільнити місце для нового Грифон-центру - Центру виконавських мистецтв. Центр Гріффіна відкрився у 2016 році і включає глядацьку залу на 350 місць, дзеркальну танцювальну студію з балетними станками, клас теорії драми, гримерки та майстерню з виготовлення реквізиту і декорацій.